# Emilcin
Emilcin è un villaggio del comune urbano-rurale di Opole Lubelskie, sito in Polonia orientale, nel distretto di Opole Lubelskie e nel Voivodato di Lublino. Si trova a 40 km ad ovest della capoluogo regionale Lublino.

## Monumenti e luoghi d'interesse
Nel villaggio si trova un monumento dedicato al presunto rapimento alieno di un agricoltore, che sarebbe avvenuto nel 1978.